# Městský archiv ve Skopji
Městský archiv ve Skopji (makedonsky Архив на град Скопје) je instituce města Skopje, která slouží k archivaci všech významných a potřebných dokumentů. Formálně je součástí makedonského státního archivu.
Současné sídlo archivu se nachází v budově na rohu ulic Bulevar Partizanski odredi a Moskovska. Brutalistickou stavbu navrhl makedonský architekt Georgi Konstantinovski v roce 1965 a za kterou získal ocenění jugoslávského deníku Borba. Stavba byla dokončena roku 1968 v období obecné přestavby makedonské metropole po ničivém zemětřesení v roce 1963. Unikátní vlastností stavby je osmiboká věž, vycházející z kancelářského bloku pod ním.
V roce 2015 byla budova prohlášena za kulturní památku.